# Toxoproctis hypolispa
Toxoproctis hypolispa är en fjärilsart som beskrevs av Collenette 1932. Toxoproctis hypolispa ingår i släktet Toxoproctis och familjen tofsspinnare. Inga underarter finns listade i Catalogue of Life.